# Goulds pumps
ITT Goulds pumps — производитель центробежных насосов. Производит многоступенчатые насосы высокого давления, насосы с двусторонним входом, химические насосы, турбинные насосы для водозаборов, осевые насосы, нефтяные насосы по стандарту API610.
Основные производственные мощности расположены в США, но также есть заводы в Великобритании, Корее, Мексике, Саудовской Аравии, Индии и Китае.
Штаб квартира ITT Goulds pumps расположена в городе Seneca Falls, штат Нью-Йорк.

## О компании
ITT Goulds pumps входит с 1997 года в состав ITT Corporation Оборот корпорации ITT в 2007 году составил 9 миллиардов USD, в т.ч ITT Fluid Technology — 3,5 миллиарда USD. Основным рынком сбыта является США.

## История
Производство насосов в городе Seneca Falls, штат Нью-Йорк, началось в 1839 г. когда господа Paine и Caldwell начали выпуск деревянных насосов. Год спустя Аbel Downs начал выпускать деревянные насосы в бывшем здании хлопчатобумажной фабрики, в то время как Cowing и Seymour так же начали выпускать деревянные насосы в помещении, где до этого находился завод по производству часов. В 1844 Аbel Downs и John Wheeler объединили свои усилия и начали совместную деятельность. Downs & Wheeler в 1846 г. стали называться Downs, Mynderse & Co. В 1848 г., в Seneca Falls, в маленькой деревне, в северной части штата Нью-Йорк (позже это место для проведения собраний первой Конвенции по Правам Женщин). Seabury S. Gould выкупил долю в Edward Mynderse и в компании Downs, Mynderse & Co. Компания стала называться Downs & Co.
1849 год принес Великую Золотую Лихорадку. В этом году Гульдс сделал отливку первого железного насоса.
Поскольку у Гульдса была литейная мастерская, там изготавливались отливки всех видов, таких как
кукурузная молотилка, купола, утюги, раковины, инструменты и пожарные насосы.
Когда Миллард Филлмор, из соседнего Каюга был президентом Соединенных штатов, трансконтинентальная железная дорога послужила открытию Запада. Это также была хорошая возможность для Гульдс Пампс. В поездах нужна была вода, в большинстве случаев вода была доступна только тогда, когда ветряные мельницы выкачивали её из колодцев. Часто поезда задерживались на несколько дней из-за этого. Проблема была решена с помощью насоса с паровым двигателем, самый первый из которых был изобретен Гульдсем в Seneca Falls.
«Гульдс стал самым крупным в мире производителем, поскольку мы отказывались сдавать свои позиции и продолжали смотреть вперед, с уверенностью, в наших людях, в работе, материалах и деньгах. Это ресурс достаточный чтобы удовлетворить все требования любого успешного поколения». Норман Гульдс 1938 год.
В 1855 г. Downs & Co под руководством Seabury S. Gould I построили новый завод. В 1864 г. компания была зарегистрирована в штате Нью-Йорк. В 1869, компания была переименована из «Downs & Company» в «Gould Manufacturer Company». Seabury, был основателем и руководил компанией до окончания гражданской войны. В 1879 г. весь завод, кроме литейной мастерской сгорел. James H. Gould занял должность президента компании с 1872 по 1896 гг., период промышленного подъема в Америке.
В период с 1896 по 1908, президентом компании был Seabury Gould II. Во время его правления был приобретен десятиакровый участок земли, известный сейчас как Rumseyville. В 1898 началось строительство. Шестьдесят акров земли были добавлены к первому участку. Goulds Manufacturing основала новое производство на своих 70 акрах.
Norman Judd Gould, внук основателя, был четвертым президентом компании, последним членом семьи Gould, работающим в компании. Norman был назван в честь своего деда по материнской линии Norman B. Judd. Как делегат Республиканской Национальной Конвенции в Чикаго в 1861 г. Norman B. Judd выдвинул Авраама Линкольна на пост президента Соединенных штатов.
В 1926 г. компания была переименована в Goulds pumps, Inc. Как четвертый президент компании, конгрессмен Norman J. Gould руководил компанией и провел её через большие перемены в технологиях и продуктах. Период 60-х годов — это период двух мировых войн и Корейской войны, с 31 года и до своей смерти в возрасте 87 лет. Norman J. Gould находился в должности президента компании Goulds Manufacturiong Company — самый большой срок с 1908 по 1964 гг. Право собственности компании перешло от семьи к акционерам и сотрудникам завода.

## Время инноваций
- 1848 г. — Первый деревянный насос, обитый железом.
- 1849 г. — Был изобретен первый насос для водяной скважины.
- 1885 г. — Goulds представляет первый пожарный насос с погружными патрубками и самовсасывающий насос.
- 1920 г. — Был изобретен первый металлический шламовый насос.
- 1921 г. — Потребности Америки в электричестве подтолкнули развитие добычи угля и горной промышленности. Разработан первый футерованный насос и представлен на рынке для удвлетворения требований заказчиков.
- 1923 г. — Разработан первый моноблочный насос. У этого насоса вал двигателя напрямую соединен с рабочим колесом, что делает его более компактным.
- 1932 г. — Разработан первый самовсасывающий насос. Представлен первый сточно-массный насос.
- 1937 г. — Представлен первый насос с возможностью ремонта без отсоединения трубопроводов back-pull-out, который стал стандартом для насосов ANSI.
- 1961 г. — Модель 3196, первый насос выполненный по Американскому добровольному стандарту, разработан компанией Goulds.
- 1967 г. — Модель 3196 была переоборудована по стандартам ANSI. Ему суждено стать самым популярным насосом в истории.
- 1969 г. — Goulds представляет первый тефлоновый футерованный насос для химической промышленности.
- 1995 г. — Патент на специальную систему отвода твердых частиц и газов от уплотнений Taper Bore Plus, что позволило значительно увеличить срок службы уплотнений.
- 1999 г. — Изобретение системы интеллектуального контроля PumpSmart позволило
- существенно сократить операционные издержки и увеличить срок службы насоса.
- 2003 г. — EZMAG металлический насос с приводом через магнитную муфту выигрывает награду за простой и надежный дизайн.
- 2004 г. — представлена система беспроводного мониторинга насосных агрегатов ProSmart.

## Некоторые факты
- ITT Goulds pumps является членом American Petroleum Institute и одним из разработчиков стандарта API-610.  Архивная копия от 7 апреля 2010 на Wayback Machine
- 1964 — В состав Goulds pumps вошла компания U.S. Pumps Inc. основанная в 1921 году. (сейчас Vertical Products Operations).
- 1981 — В состав Goulds pumps вошла компания Morris Pump основанная в 1881 году. (сейчас Ashland Operations).
- 1985 — Приобретена компания Lowara-Italy
- 1986 — ITT приобрела Насосный дивизион компании Allis Chalmers
- 1993 — Приобретена компания Vogel Group-Austria
- 1997 — Goulds pumps стала частью компании ITT Industries
- 1997 — A-C Pumps (Allis Chalmers Pumps) влилась в состав ITT Goulds pumps. Pewaukee Operations, бывший A-C Pump, бывшая Allis-Chalmers Pump company, является общепризнанным лидером в создании и разработке больших насосов на протяжении более 130 лет.
- 1998 — Выпуск шламовых насосов A-C pumps (Allis Chalmers Pump) перенесен на площадку ITT Goulds Pumps в Ashland.